# Яруллин, Загидулла Яруллович
Яру́ллин Загидулла́ Яру́ллович (1888—1964) — пианист-ансамблист, композитор.

## Биография
Загидулла Яруллович Яруллин родился в 1888 году в деревне Малая Сунь Мамадышского уезда Казанской губернии в многодетной семье. Рано осиротел, его родители умерли, когда Загидулле было пять лет.
Будучи подростком, Загидулла отправился в г. Чистополь, где его приютил настройщик музыкальных инструментов петербуржец-немец И. Шнейдер. Он обучил его нотной грамоте, игре на фортепиано и настройке музыкальных инструментов.
В поисках заработка Загидулла побывал в Симбирске, Самаре, Уфе, Оренбурге. Играл на скрипке, чинил музыкальные инструменты.
В 1908 году Загидулла приехал в Казань. Выступал в Восточном клубе, работал в ресторане музыкантом, в кинотеатре тапёром. По воспоминаниям современников, песни в исполнении Загидуллы Яруллина любил слушать великий татарский поэт Габдулла Тукай. «Сыграй мои любимые мелодии, Загидулла!» — говорил Тукай и с воодушевлением слушал татарские мелодии. Позже З. Яруллин напишет свой знаменитый «Марш Тукая», посвящённый великому татарскому поэту.
Загидулла Яруллин является создателем первого струнного татарского оркестра. Он также является первым учителем Салиха Сайдашева.
Умер в 1964 году в деревне Малая Сунь.

## Основные сочинения
- «Марш Тукая»

песни
- «Җәмилә» («Джамиля»)
- «Мөслимә» («Муслима»)

## Семья
Сыновья Загидуллы Яруллина — Фарид Яруллин (1914—1943) и Мирсаид Яруллин (1938—2009) — известные татарские композиторы.

## Известные адреса
- Казань, проспект Ибрагимова, дом 5.[2]